# До нас на чай заходив тигр!
«До нас на чай заходив тигр!» (англ. The Tiger Who Came to Tea) — книжка-картинка, написана і проілюстрована англійською дитячою письменницею Джудіт Керр. Перша і найвідоміша книжка письменниці, що вийшла 1968 року у видавництві «HarperCollins» і витримала чимало перевидань.

## Історія створення
Ідея книжки прийшла письменниці під час відвідування зоопарку з її трирічною донькою. Вони часто бували вдома удвох, оскільки чоловік письменниці і батько доньки часто був у від'їздах. Так виник сюжет про незвичного гостя  — тигра, що розмовляє. Історію про те, як Софі з мамою чаювали з тигром, письменниця часто розповідала своїм дітям перед сном, а опісля вирішила записати її. Джудіт знадобився рік, щоб написати і проілюструвати твір.

## Сюжет
Софі з мамою були самі вдома й пили чай. Раптом хтось подзвонив у двері. Це не був ані молочник, ані хлопчик з продуктивної крамнички, ані тато, який має свої ключі. Це був великий і пухнастий тигр, який завітав на чай. Але тигр не лише випив чай, але й з'їв усе, що було вдома. А потім, чемно подякувавши за чай, пішов. Софі і мама розгублені, адже вдома не залишилося ні їжі, ні води, а скоро вже має прийти тато. Йому доведеться залишитися без вечері. Мама і Софі розказали татові про все, що трапилося, на що він запропонував чудову ідею — піти повечеряти в кафе. У кафе на родину чекала чарівна вечеря. А дорогою додому вони, окрім їжі, про всяк випадок придбали корм для тигра — раптом він знову прийде в гості. Але тигр більше не приходив.

## Український переклад
- До нас на чай заходив тигр! [Текст] / Джудіт Керр ; пер. з англ. К. Міхаліциної. — Львів : Видавництво Старого Лева, 2017. — 32 с. — ISBN 978-617-408-0[1].